# Einaras Tubutis
Einaras Tubutis (* 4. November 1998 in Klaipėda) ist ein litauischer Basketballspieler der für die Skyliners Frankfurt in der deutschen Basketball-Bundesliga (BBL) spielt. Der Power Forward ist 207 cm groß und 90 kg schwer.

## Professionelle Karriere
Tubutis gab sein Profidebüt mit Vilnius Citus/VKC in der dritten litauischen Liga.
Nach zwei Spielzeiten bei Vilnius Citus/VKC unterschrieb er bei BC Perlas, dem Farmteam von Rytas Vilnius.
Nach einer Saison bei CBet Prienai gab am 26. August 2021 ZZ Leiden die Verpflichtung von Tubutis bekannt. Mit der Mannschaft gewann Tubutis den ersten Titel der neu gegründeten BNXL.
Anschließend erfolgte ein erstes Engagement bei den Skyliners Frankfurt. Die Mannschaft beendete die Saison auf dem 17. Tabellenplatz und stieg in die ProA ab.
Élan Chalon konnte am 8. September 2023 Tubutis als Neuverpflichtung verkünden. Im Februar 2024 wechselte er zu M Basket Mažeikiai nach Litauen.
Mit der Verpflichtung von Tubutis für zunächst zwei Monate reagierten die Skyliners Frankfurt auf Verletzungssorgen auf der Power-Forward-Position. Da er sich jedoch durch konstant gute Leistungen in der Bundesliga auszeichnete und sich die Verletzungssituation nicht wesentlich entspannte, gaben die Skyliners Anfang November 2024 bekannt, den Vertrag mit Tubutis bis Mitte Februar 2025 verlängert zu haben.